# Thorne (Quebec)
Thorne es un municipio canadiense situado en la provincia de Quebec.

## Superficie
Thorne tiene una superficie de 173,09 km².

## Demografía
En 2021, tenía 528 habitantes, una densidad poblacional de 3,1 hab./km², y 659 viviendas.